# Torre Latinoamericana
A Torre Latinoamericana (spanyol nevének jelentése: latin-amerikai torony) egy felhőkarcoló Mexikóvárosban. 1956-os elkészültétől egészen 1972-ig Mexikó legmagasabb épülete volt.

## Története
Azon a helyen, ahol ma a torony van, a 16. század elején II. Moctezuma azték uralkodó állatainak háza állt, majd a spanyol hódítás után a Szent Ferenc-kolostort építették fel itt. 1947-ben a La Latinoamericana Seguros, S.A. nevű biztosítótársaság engedélyt kapott régi székházának lebontására, ezzel egyidőben pedig megkezdődött egy új székház, a Torre Latinoamericana tervezése. Eredetileg csak 27 szintesre tervezték, fából készült alapcölöpökkel, acél- és vasbeton szerkezettel, de a talajvizsgálatok során megállapították, hogy akár 40 szintes torony is építhető itt. Végül még ezt is megtoldották néhány újabb szinttel és egy televíziós antennával. Terveit Augusto H. Álvarez készítette, az építési és a mérnöki munkákkal Alfonso González Paulladát és Eduardo Espinozát bízták meg. Amikor a felhőkarcoló 1956-ban elkészült, nem csak Mexikó, hanem az Amerikai Egyesült Államokon kívüli egész világ legmagasabb épülete lett. Egyedülálló volt a világon abból a szempontból is, hogy földrengések szempontjából veszélyzónában feküdt, így alapozását és szerkezetét tekintve újfajta, addig máshol nem alkalmazott megoldásokat kellett használni. Ezek a megoldások később példaként szolgáltak más felhőkarcolók építésénél is.
Felavatására 1956. április 30-án került sor, majd a biztosítótársaság be is költözött a 4-től a 8-ig tartó emeletekre, a többi szint irodáit bérbe adták. 1957.
július 28-án erős földrengés rázta meg a környéket, de az épület nem károsodott meg, sőt, a még erősebb 1985. szeptember 19-i földrengést is átvészelte. Ugyancsak kibírta a 2007. április 13-i földrengést.
Az avatás 50 éves évfordulójának ünnepségén, 2006. április 30-án újra megnyitották a felújított 37–43. emeleteket és egy kis múzeumot is.

## Képek

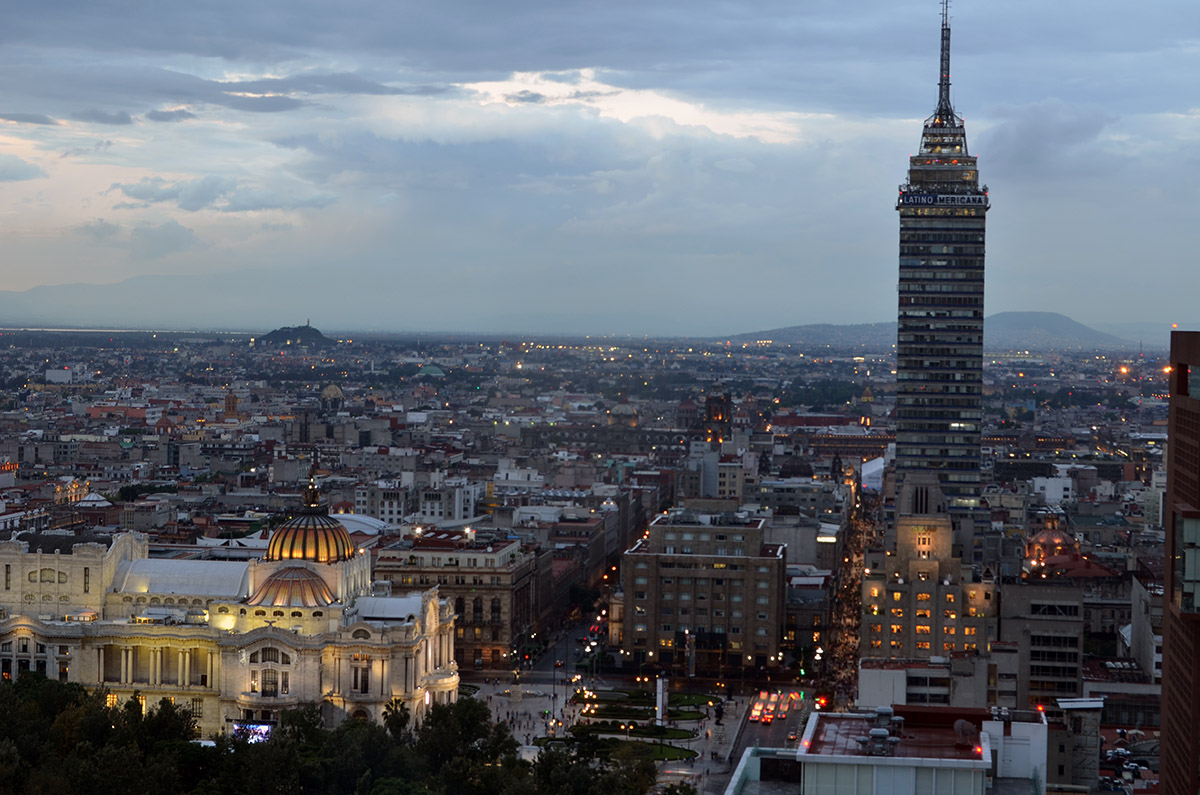
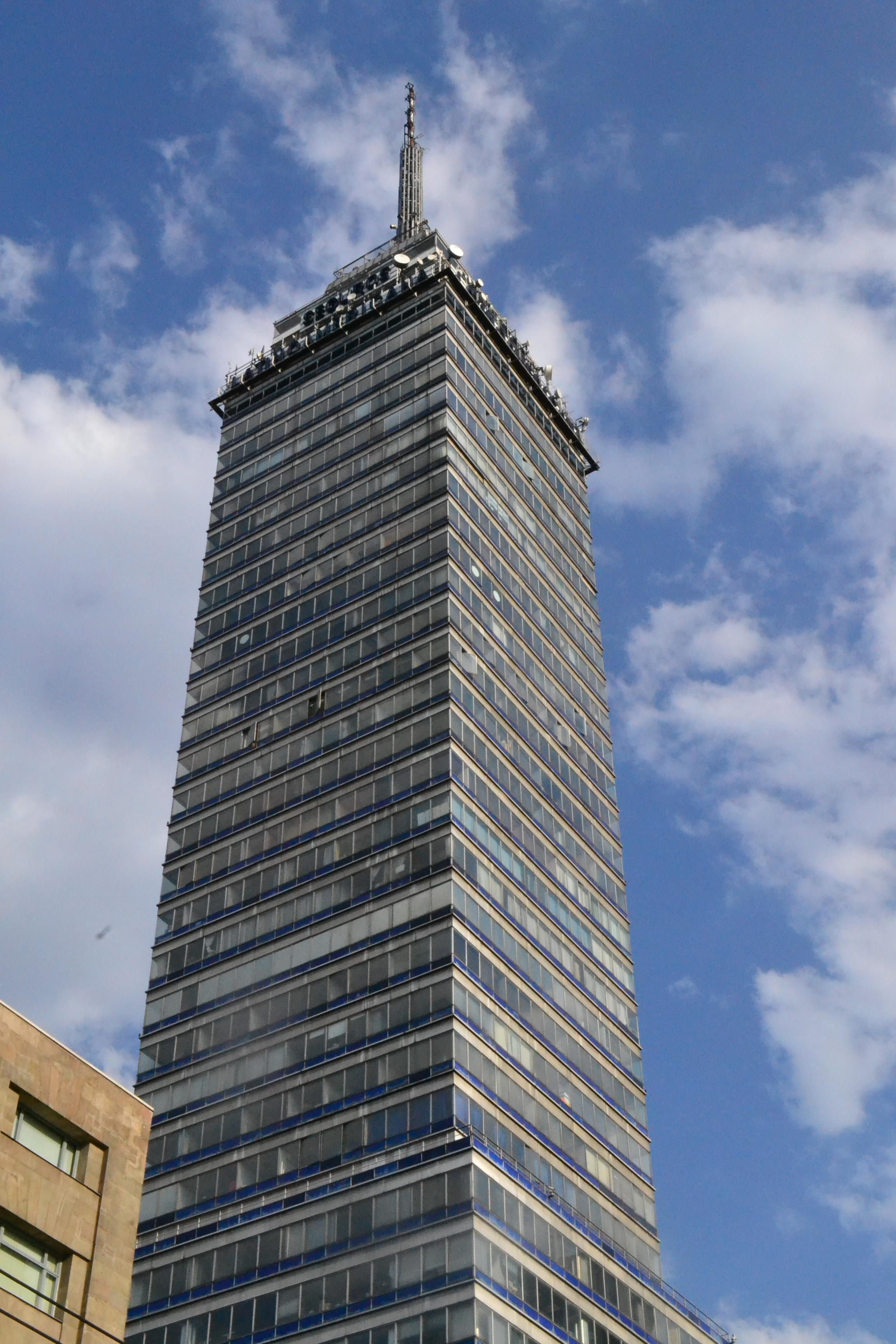
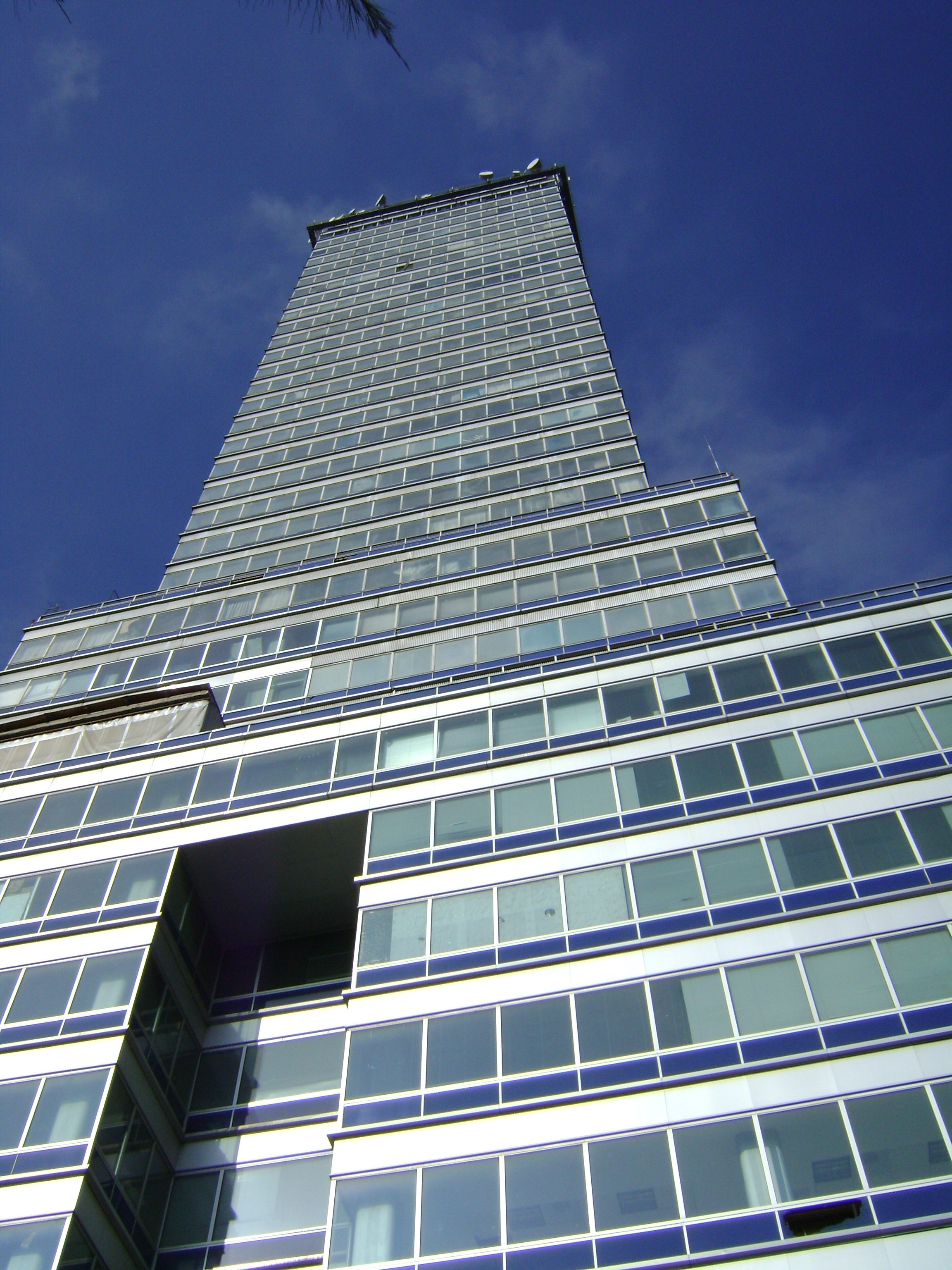
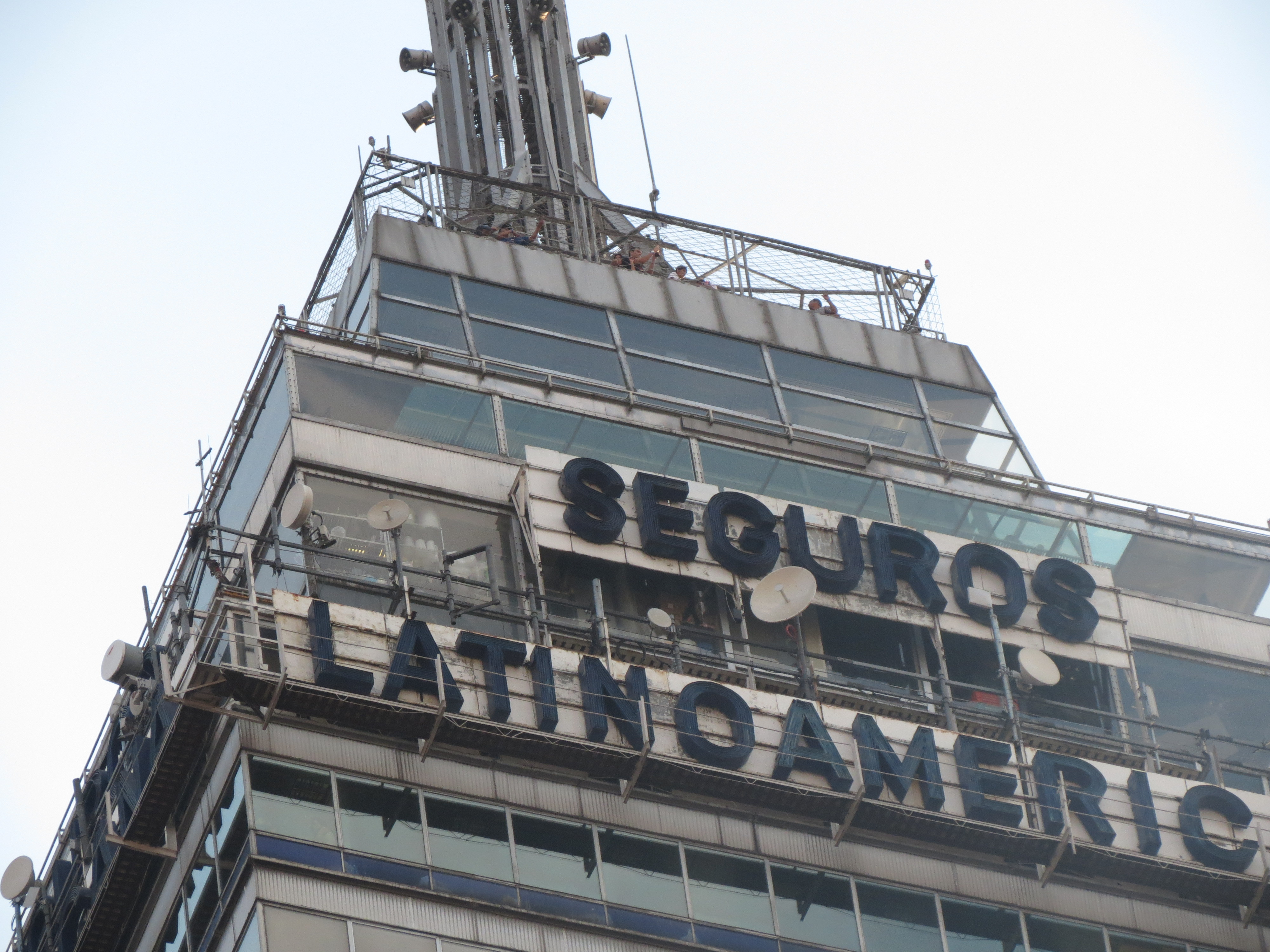

## Leírás
Az épület Mexikóváros központi részén, Cuauhtémoc kerületben található, az Eje Central Lázaro Cárdenas és az Avenida Francisco I. Madero utcák kereszteződésében, tőle nyugatra áll a város egykor legmagasabbnak számító épülete, az Edificio La Nacional. A 3 föld alatti és 44 föld feletti szinttel rendelkező, 25 000 tonna tömegű, acélvázas Torre Latinoamericana felhőkarcoló 42 méter hosszú antennájával együtt 181,33 méter magas. Hogy a mocsaras talajban is biztosan álljon az épület, alapozásához 361 darab, 34 méter mélységig lehatoló hegyes betoncölöpöt vertek a földbe. Az épületben 7 lift működik, amelyek maximális sebessége 4 m/s, a lépcsőfokok száma pedig összesen 916. A 43. emeleten a nagyközönség számára is nyitva álló kilátó található.